# Nisída Foúrnoi
Nisída Foúrnoi är en ö i Grekland.   Den ligger i prefekturen Nomós Sámou och regionen Nordegeiska öarna, i den östra delen av landet, 250 km öster om huvudstaden Aten. Arean är 32 kvadratkilometer.
Terrängen på Nisída Foúrnoi är lite kuperad. Öns högsta punkt är 498 meter över havet. Den sträcker sig 14,4 kilometer i nord-sydlig riktning, och 6,7 kilometer i öst-västlig riktning.